# Alsózsolca
Alsózsolca là một thành phố thuộc hạt Borsod-Abaúj-Zemplén, Hungary. Thành phố này có diện tích 26,02 km², dân số năm 2010 là 5976 người, mật độ 230 người/km².